# Túnel de La Engaña
El túnel de La Engaña es un largo túnel ferroviario de 6976 metros de longitud, apto para albergar doble vía, que nunca llegó a ser utilizado, localizado entre las provincias de Cantabria y Burgos, en España. Fue construido para facilitar el recorrido del ferrocarril Santander-Mediterráneo, que no llegó a ser puesto en funcionamiento.
En su construcción, que supuso más de 20 años de trabajos, se emplearon más de 300 personas, muchos de ellos represaliados del franquismo que cumplieron su pena trabajando en su perforación. Hasta la apertura del túnel de Barcelona (11 700 m) y el túnel Madrid Atocha-Móstoles El Soto (9664 m), fue el túnel ferroviario más largo que discurría íntegramente por territorio español.

## Situación
La ubicación de su boca norte en Cantabria es 43°06′56″N 3°44′32″O / 43.11556, -3.74222, y la de su boca sur en Burgos es 43°03′11″N 3°44′04″O / 43.05306, -3.73444.

## Historia
El túnel de La Engaña está situado entre los municipios de Vega de Pas, en Cantabria, y Pedrosa de Valdeporres, en Burgos, en las cercanías del río Engaña, que le da nombre. Para las obras, realizadas originalmente por los reclusos republicanos de dos destacamentos penales, se construyeron en 1942 dos poblados con escuela, casas, iglesia, etc.; uno de ellos en Pedrosa de Valdeporres y otro en Vega de Pas con una población de 370 y 190 presos, respectivamente. El 9 de octubre de 1945, el gobierno de Franco promulgó un indulto del que se beneficiaron la mayoría de estos reclusos, por lo que se clausuraron los dos destacamentos. A pesar de ello, ya libres, bastantes de estos trabajadores continuaron en la construcción del túnel, que en lugar de los 52 meses previstos se prolongó durante 17 años.[cita requerida] Este túnel se construyó como parte del proyecto de ferrocarril Santander-Mediterráneo, que pretendía unir el mar Cantábrico (Puerto de Santander) y el mar Mediterráneo (Puerto de Sagunto). No llegó a utilizarse nunca de forma oficial. A pesar de esto, muchos camiones lo atravesaban de forma ilegal cuando las grandes nevadas obligaban a cerrar el puerto del Escudo, pero en octubre de 1999 quedó bloqueado tras un desprendimiento en su interior. Parece ser que el derrumbe se propició por la falta de sostenimiento en la roca, la mala calidad del hormigón utilizado, con síntomas de aluminosis, y sobre todo por la falta de mantenimiento en décadas.[cita requerida]
El estado del interior del túnel se ha ido agravando hasta el punto de quedar ambos extremos incomunicados. Tras un primer derrumbe en los años 1990 en el punto kilométrico 1,600, en 1999 se produjo otro en el km 2,400, que taponó por completo el túnel, dejando una pequeña apertura en el techo que permite el paso con cierto peligro por encima de los escombros.

## Datos

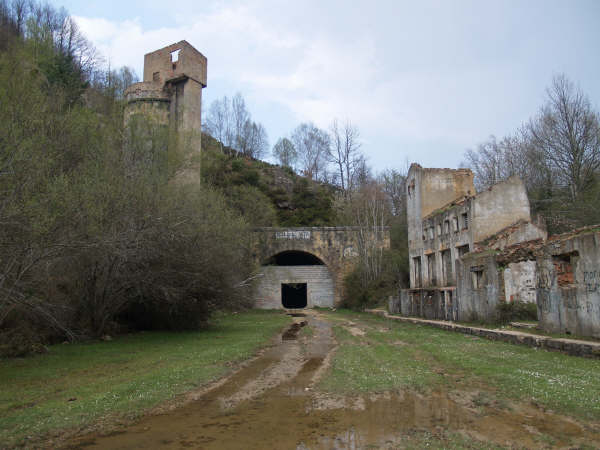
Boca sur del túnel, en la provincia de Burgos.

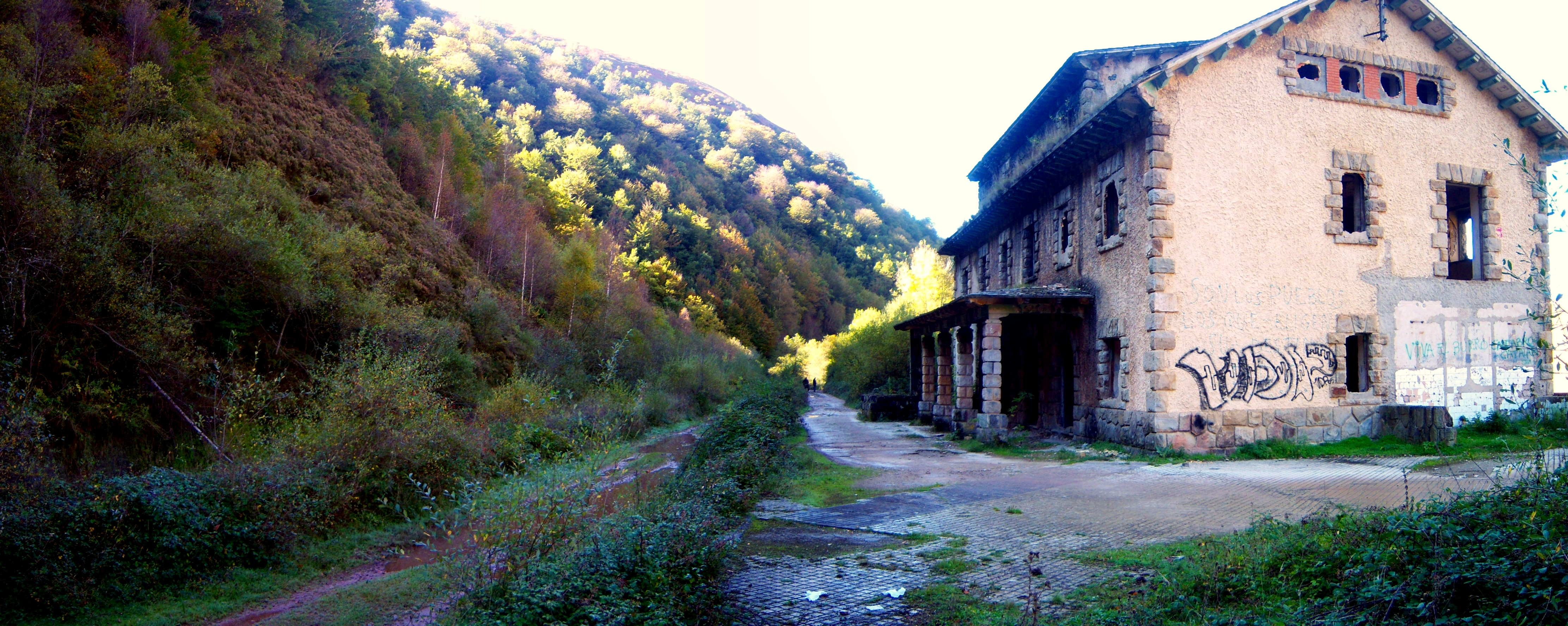
Estación de ferrocarril abandonada de Yera, en el lado cántabro. Se encuentra a unos 3 km de la boca norte del túnel de la Engaña.

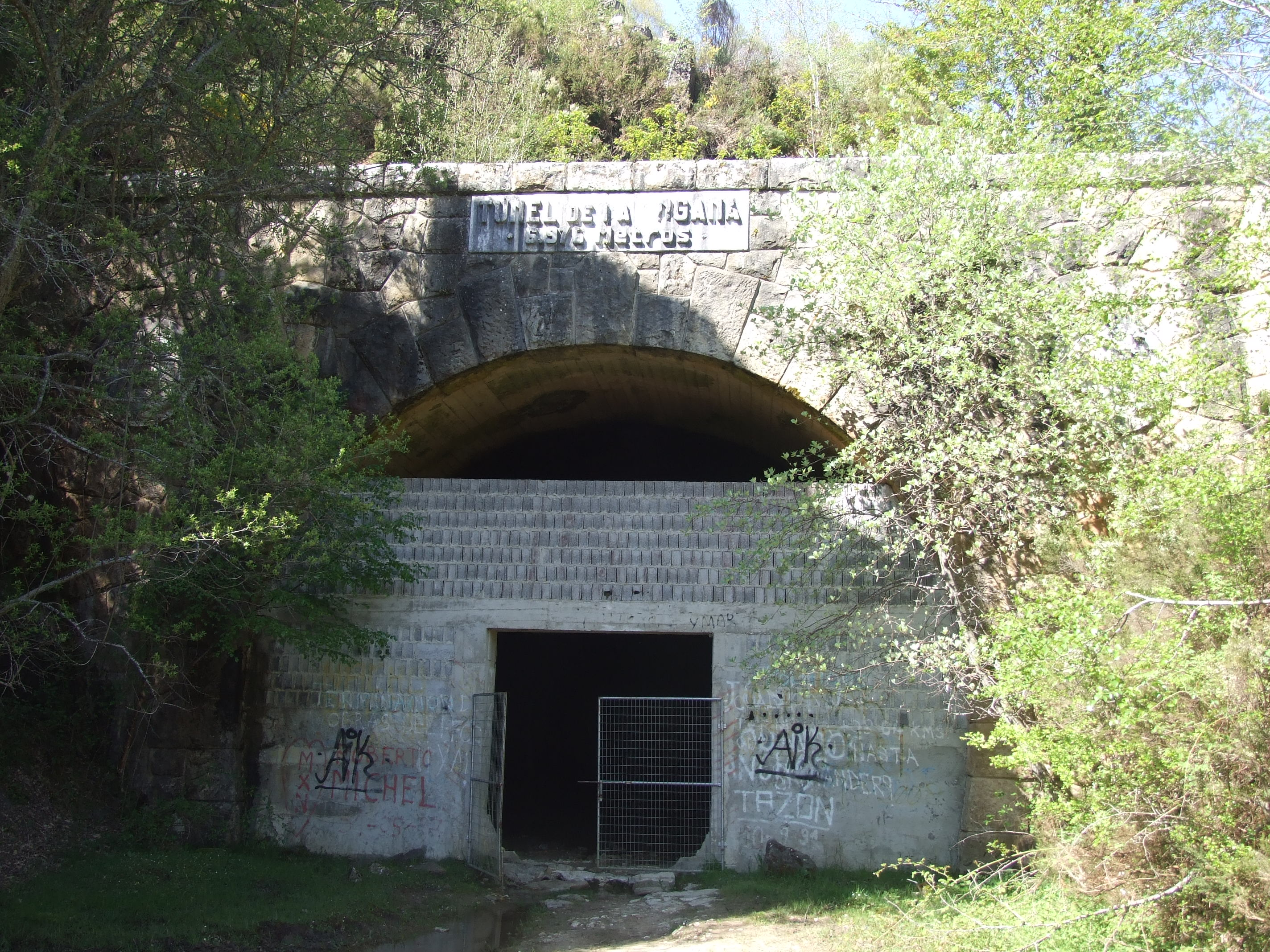
Entrada castellano-leonesa al túnel de la Engaña en mayo de 2013. En la actualidad, la boca sur se encuentra tapiada y únicamente se puede acceder a su interior a través de una entrada lateral del túnel de servicio.

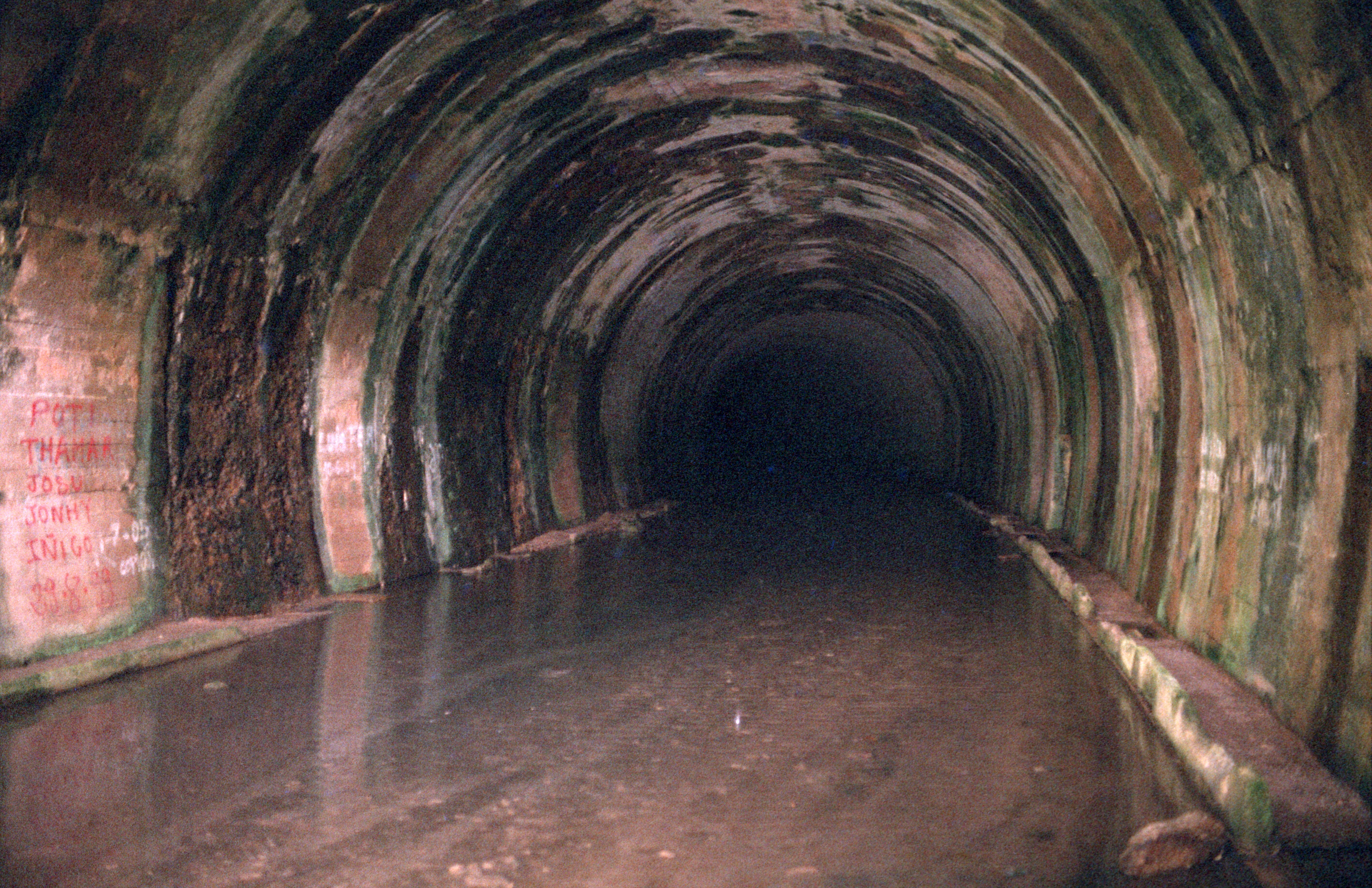
Aspecto interior del túnel en 2008, con el suelo inundado de agua.

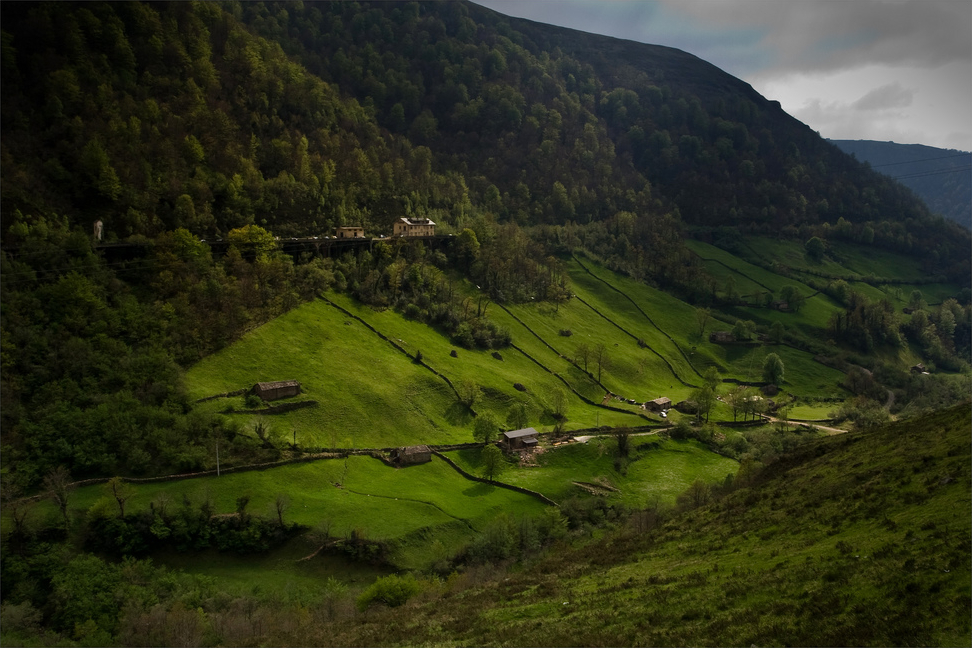
Montes de la Engaña, en la divisoria de la cordillera Cantábrica, En la parte superior de la fotografía se aprecia la solitaria estación de Yera, a unos tres kilómetros de la boca norte del túnel.

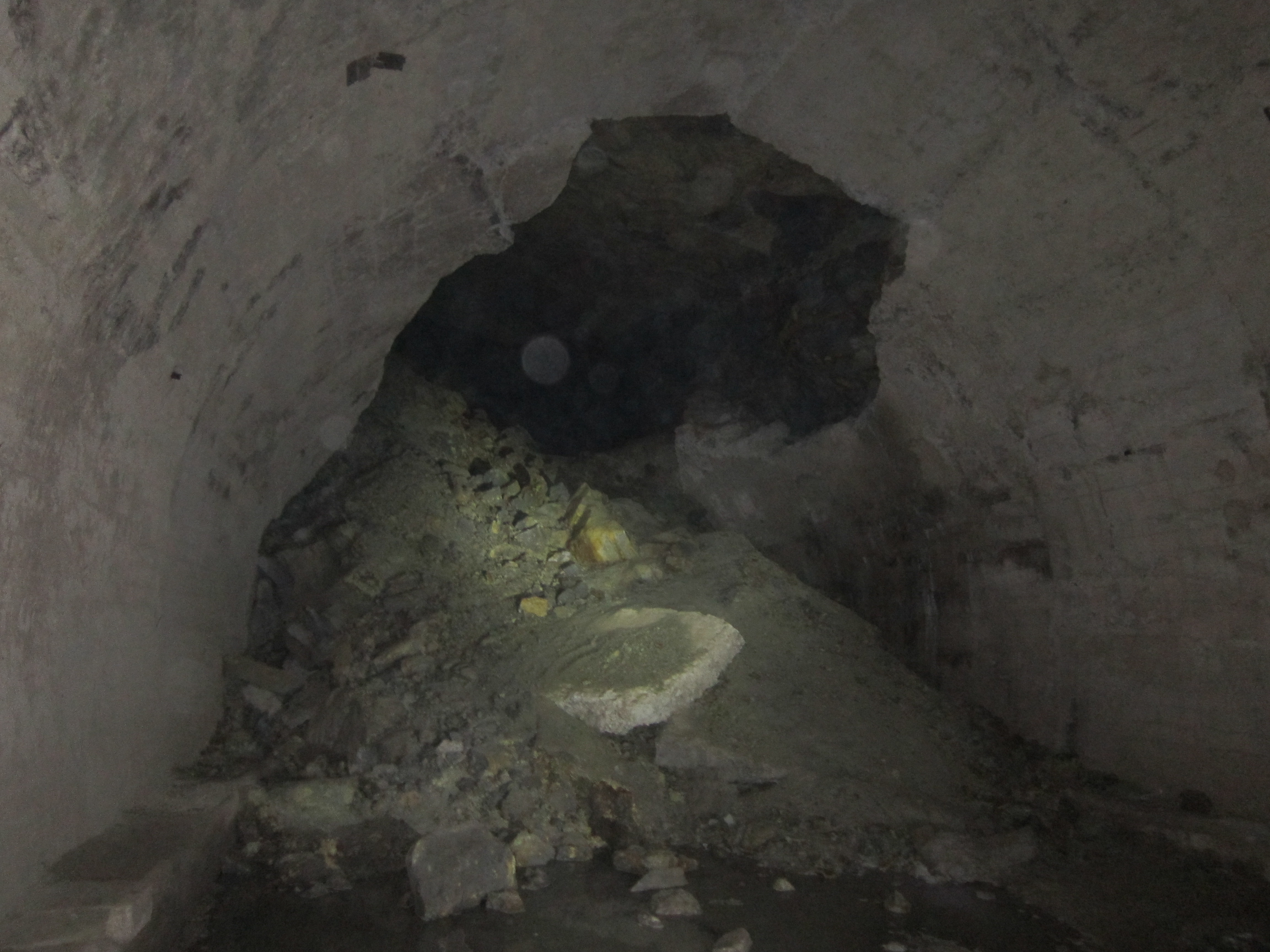
Derrumbe a 2,8 km de la boca burgalesa.

- Su longitud es de 6.976 metros, su anchura de 8 m y su altura de 6,5 metros.
- De sus casi 7 kilómetros de longitud, 5 km discurren por Burgos y 2 km por Cantabria.
- El kilometraje del túnel comienza en la boca sur (Burgos) y finaliza en la boca norte (Cantabria). Dicho kilometraje viene indicado cada 100 m mediante letreros escritos en la pared izquierda.
- En el punto kilométrico:
  - 300 hay un pequeño túnel de servicio en la pared derecha.

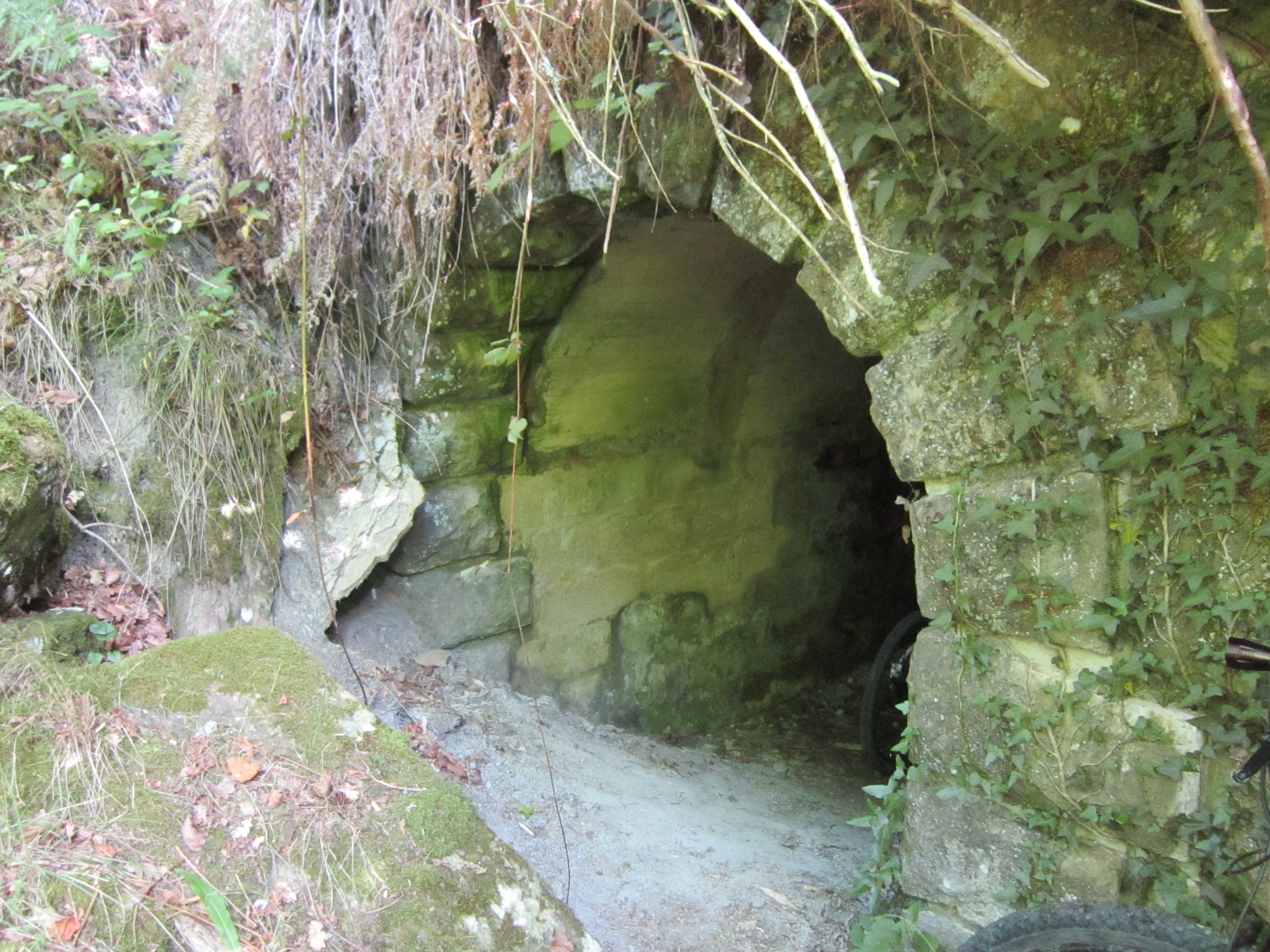
Entrada lateral al túnel de servicio.

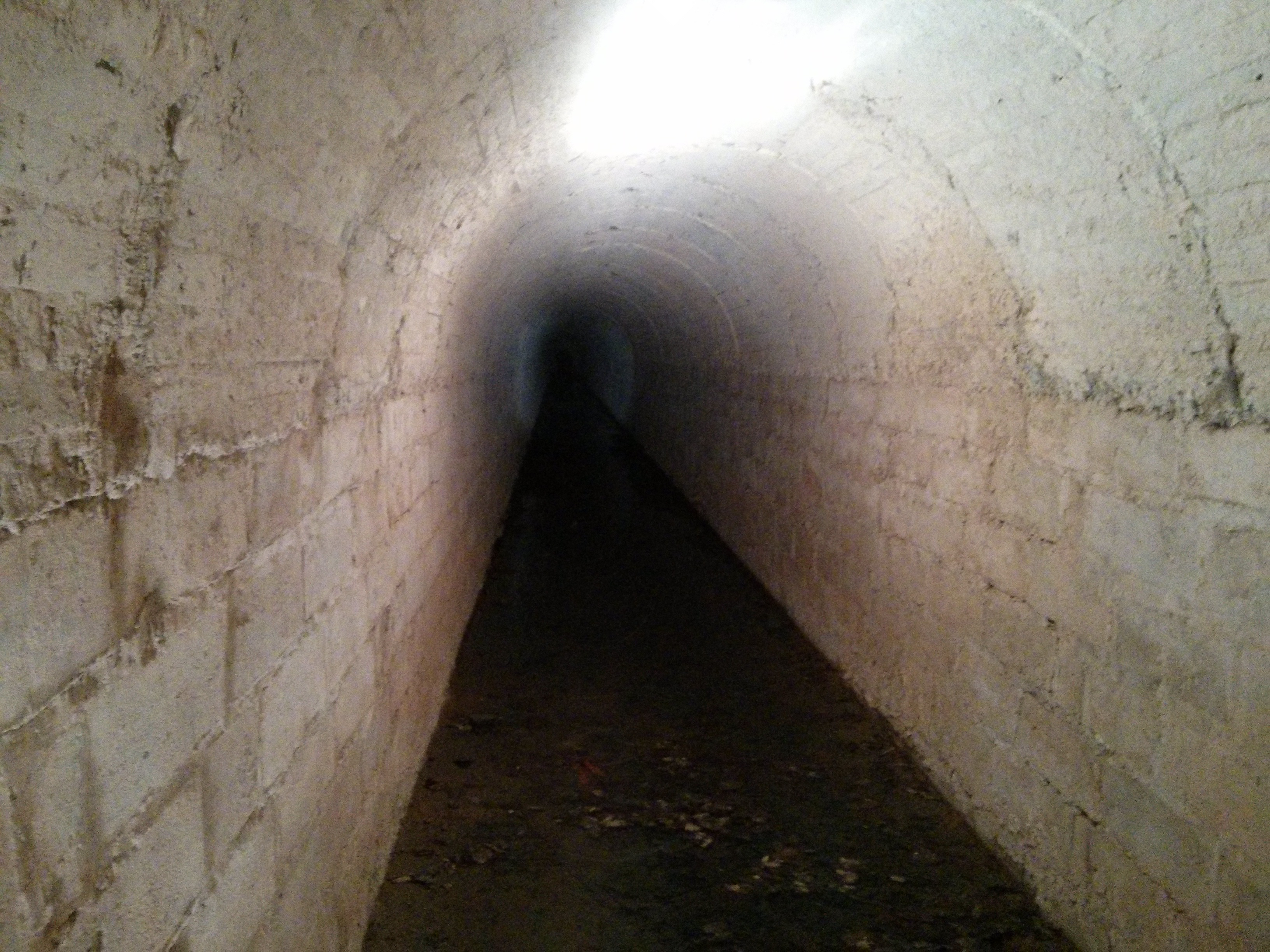
Túnel de servicio.

- - 2800 se encuentra el derrumbe que impide atravesarlo desde 1999.
  - 4200 arcos de acero sujetan la bóveda.
- El túnel hace curva hacia la izquierda en sus 300 primeros metros para luego continuar en línea recta hasta su salida en Cantabria.
- Tiene un desnivel de 116 metros (con una pendiente media del 2%) ya que la boca sur (Burgos) se encuentra a 748 m s. n. m. y la boca norte (Cantabria) se encuentra a 632 metros sobre el nivel del mar.
- El túnel de la Engaña no tardó en construirse 18 años (de 1941 a 1959), como muchas fuentes aseguran.[cita requerida] En realidad, esos 18 años comprenden la construcción total del tramo que une los municipios de Vega de Pas en Cantabria y Pedrosa de Valdeporres en Burgos y dentro del cual se encuentra el túnel de la Engaña. Recordemos que dicho tramo abarcó, aparte del túnel de la Engaña, la construcción de:
  - 4 túneles.
  - 3 estaciones, de las cuales la de Yera (Cantabria) se halla sustentada por un muro aligerado con 34 arcos de hormigón de hasta 50 metros de altura.
  - 2 poblados (construidos en 1942) para albergar a los presos encargados de la construcción: uno en Pedrosa de Valdeporres con capacidad para albergar a 370 presos, y otro en Vega de Pas con capacidad para albergar a 190 presos.
- Según el proyecto, su construcción debería haber durado 4 años y medio. Finalmente, se tardaron 8 años en perforar la infraestructura (finalizada en la primavera de 1959).
- Dichas obras de perforación comenzaron en 1951 por la boca sur (Burgos) aunque pocos meses después se iniciaron por la boca norte. El propósito era poder atacar el túnel simultáneamente por las dos bocas, con una producción diaria de 3 o 4 metros, de tal forma que en esos 4 años y medio se viera concluida la obra.
- No fue hasta 1954 cuando la empresa Portolés y Cía agilizó el ritmo, consiguiendo avanzar hasta 8 metros diarios.
- Primero, todo el esfuerzo recayó en los contingentes de presos que fueron llegando al valle. Después, la obra avanzó gracias a operarios contratados por la empresa Portolés y Cía. (Zaragoza). De hecho, a quienes habitaron en Vega de Pas a causa de las obras se les denominaba en la comarca «portoleses». Los trabajadores procedían en su mayoría de Andalucía, Extremadura y Cuenca.
- Dependiendo de la fuente, el número de personas que participó en su ejecución varía:
  - Algunas afirman que llegaron a trabajar hasta 700 personas en dos turnos.
  - Otras aseguran que 3 destacamentos de presos republicanos —unos 250 hombres— contribuyeron con su esfuerzo, y en concepto de redención de penas, a la tarea en la que trabajaban otros 150 civiles.
  - También hay quien dice[¿quién?] que lo construyeron sin apenas maquinaria 150 civiles y unos 500 presos republicanos del cercano campo de concentración de Valdenoceda que redimieron sus penas con trabajos forzados. La mayoría logró la libertad, aunque muchos decidieron seguir trabajando en las obras del túnel.
  - Hay quien asegura[¿quién?] que en aquellos años trabajaron en esta obra más de 9000 hombres y que la empresa llegó a contar con plantillas de 150 peones en cada tajo.
- Las jornadas de trabajo eran de 12 horas diarias.
- El número de fallecidos también varía dependiendo de la fuente consultada. Las cifras van de 11 a 20 pasando por 15 y 16. Por regla general, estas muertes fueron la consecuencia de la caída y el desprendimiento de piedra a causa de la humedad y las perforaciones. Al mismo tiempo, muchos obreros quedaron marcados para siempre por la silicosis.

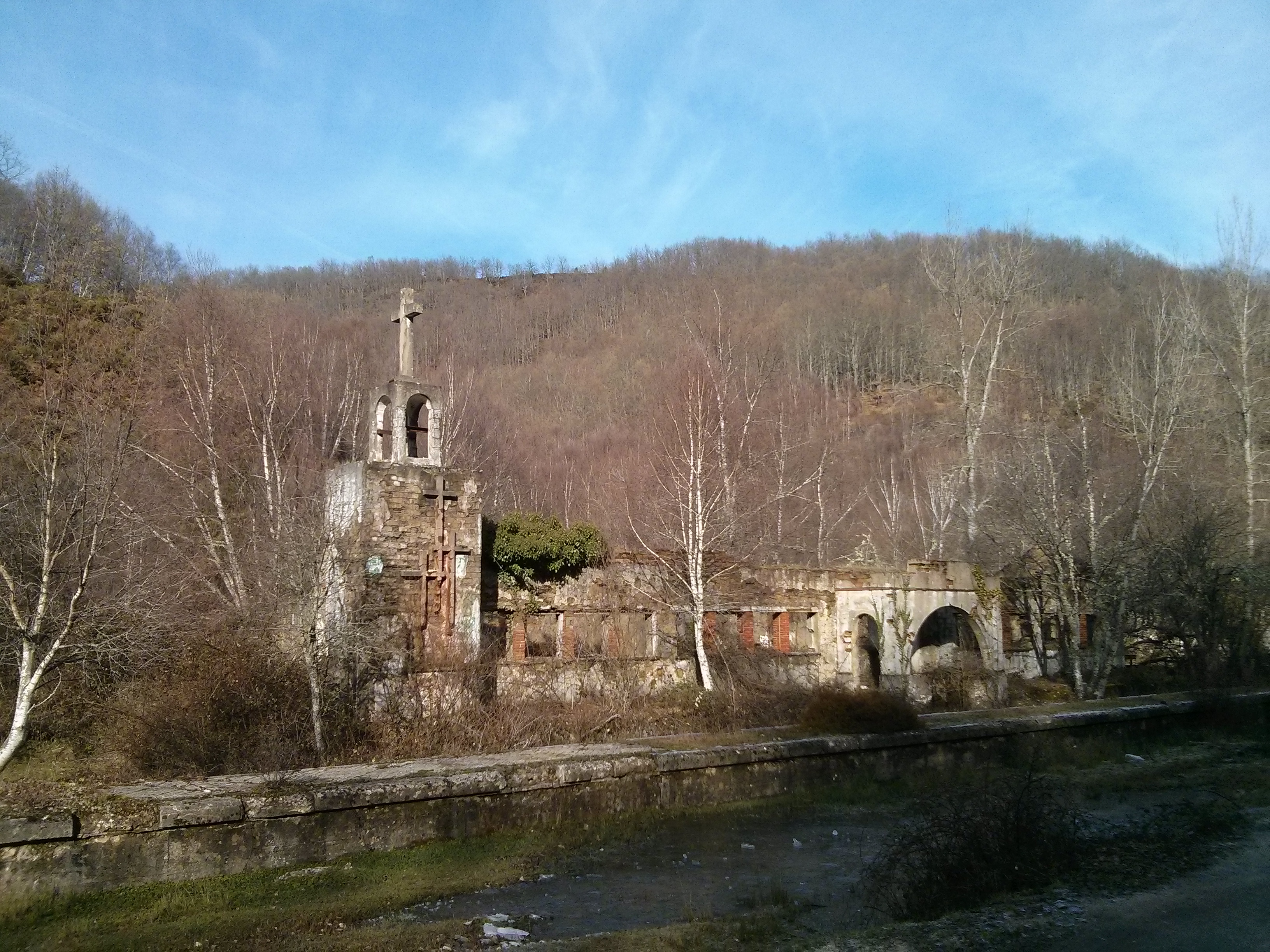
Restos de la iglesia que estaba en la parte burgalesa

- Se usaron 600.000 kilos de dinamita, 100.000 metros cúbicos de hormigón, 70 toneladas de acero, 20.000 de cementos y se consumieron 20 millones de kilovatios-hora.
- Su coste total fue de 280 millones de pesetas (1.700.000 euros, aproximadamente).
- En el tramo cántabro del Santander-Mediterráneo se proyectaron 9 túneles, de los cuales sólo se llegaron a construir 6. En orden, de sur a norte, nos encontramos construidos el túnel de la Engaña (6976 metros), El Majoral (285 metros), El Empeñadiro (130 metros), El Morro (263 metros) y El Morrito (43 metros) que dan acceso a la estación de Yera, lugar donde la explanación de la vía muere. A partir de ahí, la obra preveía la construcción de otros 3 túneles: 2 entre Yera y La Vega y otro bajo La Braguía. Ninguno de ellos llegó a ejecutarse. Finalmente, en Obregón, muy cerca de la entrada principal del Parque de la Naturaleza de Cabárceno, nos encontramos con el último túnel construido, el cual tiene una longitud de 267 metros.
- 50 kilómetros quedaban tan solo por construir de la línea Santander-Mediterráneo cuando ésta fue cerrada en 1959. Exactamente la distancia que hay desde Yera hasta Sarón, ya que desde esta localidad hasta Santander la explanación y la obra civil ya estaban hechas, lo único que quedaba era la instalación de la vía.
- En 1985, el gobierno de Felipe González (con el ministro Enrique Barón a la cabeza) clausuró las líneas ferroviarias que no cubrieran el 23% de los gastos de explotación que generaban. Se cerraron gran parte de los tramos del Santander-Mediterráneo que se encontraban en uso, junto con otras importantes líneas transversales como la Vía de la Plata o el Valladolid-Ariza. Algunos cierres fueron realizados con base en informes con datos erróneos.
- En julio de 2001, el Ministerio de Fomento encargó un estudio de viabilidad para construir una carretera que atravesara el túnel. El importe necesario para llevar a cabo las obras fue cifrado inicialmente entre 40 y 45 millones de euros.
- En la boca norte del túnel (Cantabria) se rodó en 2003 la película La vida que te espera, del director torrelaveguense Manuel Gutiérrez Aragón. En ella se pueden ver los exteriores del túnel de la Engaña, El Majoral, El Morro y El Morrito (con una escena rodada en su interior). Al mismo tiempo, se rodaron escenas en el interior de los barracones abandonados situados en la boca norte del túnel de El Majoral.
- En la primavera de 2013, el director José Manuel Jérez rodó algunas escenas de su película Noche blanca en los alrededores del túnel. La película esta protagonizada por  William Miller, Rubén Cortada, José Coronado, Álex González y Hiba Abouk. También participan en ella Enrique San Francisco, Tony Isbert, Carolina Bona, Carlos Fuentes, Roger Pera, Marina Lozano y Francesc Galcerán.
- En 2016, la Asociación Social e Histórica de Economía Feminista pretende la rehabilitación de la estación y el muelle, la Colonia Obrera La Engaña, en Pedrosa de Valdeporres, Burgos, para hacer un centro de interpretación de la historia del lugar, una hospedería y un espacio para talleres de capacitación y creatividad que generen empleo a las mujeres cuidadoras con familiares a cargo.